# TER Lorraine
A TER Lorraine egy vasúttársaság és vasúti hálózat volt, mely a regionális közlekedésért felelt Franciaország Lotaringia régiójában.  2016. december 11-én beolvadt a TER Grand Est TER-hálózatba.

## Hálózat

### Vasút
| Járat                                 | Útvonal                                                                                      | Gyakoriság | Megjegyzés |
| ------------------------------------- | -------------------------------------------------------------------------------------------- | ---------- | ---------- |
| 1                                     | Nancy ... Pont-à-Mousson ... Metz ... Thionville ... Luxembourg                              |            |            |
| 2                                     | Thionville ... Apach                                                                         |            |            |
| 3                                     | Thionville ... Bouzonville                                                                   |            |            |
| 4                                     | Nancy ... Blainville-Damelevières ... Épinal ... Remiremont                                  |            |            |
| 5                                     | Nancy ... Épinal ... Lure ... Belfort                                                        |            |            |
| 6                                     | Nancy ... Mirecourt ... Contrexéville ... Merrey - Culmont-Chalindrey                        |            |            |
| 7                                     | Nancy ... Toul - Neufchâteau                                                                 |            |            |
| 11 (12)                               | Nancy ... Blainville-Damelevières ... Lunéville ... Saint-Dié-des-Vosges                     |            |            |
| 13                                    | Épinal ... Bruyères ... Saint-Dié-des-Vosges                                                 |            |            |
| 15                                    | Metz ... Rémilly ... Forbach - Saarbrücken                                                   |            |            |
| 17                                    | Béning ... Sarreguemines ... Bitche                                                          |            |            |
| 18                                    | Sarreguemines ... Sarre-Union (a részletekért lásd a TER Alsace 22-es vonalát)               |            |            |
| 20                                    | Strasbourg ... Sarreguemines ... Saarbrücken (a részletekért lásd a TER Alsace 6-os vonalát) |            |            |
| 21 (22)                               | Metz ... Morhange ... Réding ... Saverne ... Strasbourg                                      |            |            |
| 23                                    | Nancy ... Lunéville ... Sarrebourg ... Saverne ... Strasbourg                                |            |            |
| 25                                    | Nancy - Pont-à-Mousson ... Onville - Conflans-Jarny ... Longuyon - Longwy                    |            |            |
| 26                                    | Charleville-Mézières ... Sedan ... Montmédy - Longuyon - Longwy                              |            |            |
| 27                                    | Metz - Hagondange† - Hayange - Audun-le-Roman - Longuyon - Longwy                            |            |            |
| 28                                    | Metz - Onville - Bar-le-Duc                                                                  |            |            |
| 29                                    | Nancy ... Toul ... Bar-le-Duc - Revigny ... Châlons-en-Champagne - Épernay - Reims           |            |            |
| 30                                    | Metz ... Hagondange ... Conflans-Jarny ... Verdun                                            |            |            |
| 31                                    | Thionville ... Esch-sur-Alzette ... Longwy                                                   |            |            |
| † Not all trains call at this station |                                                                                              |            |            |

### Közút
- Thionville - Bouzonville - Creutzwald
- Remiremont - Bussang
- Remiremont - La Bresse - Gerardmer
- Épinal - Mirecourt - Vittel - Neufchâteau
- Lunéville - Rambervillers - Bruyères
- Béning - Sarreguemines - Bitche
- Sarre-Union - Sarrebourg
- Bitche - Haguenau

## Állomások listája
Ez a lista a francia TER Lorraine állomásait sorolja fel ábécé sorrendben.
| Név                    | Ország      | Közigazgatási egység | Vasútvonal | Szolgáltatások                      | Kép |
| ---------------------- | ----------- | -------------------- | --- | ----------------------------------- | --- |
| Luxemburg vasútállomás | Luxemburg   | Luxembourg           | CFL 10-es vonal CFL 50-es vonal Metz-Ville-Zoufftgen-vasútvonal Namur–Luxemburg-vasútvonal Luxemburg–Wasserbillig-vasútvonal 70-es vasútvonal Luxemburg–Echternach-vasútvonal Luxemburg–Remich-vasútvonal | TGV TER Lorraine EuroCity TER 200 ' |     |
| Trier Hauptbahnhof     | Németország | Trier                | Moselstrecke Thionville–Trier-vasútvonal Moselbahn Hochwaldbahn | TER Lorraine                        |     |

## Járművek

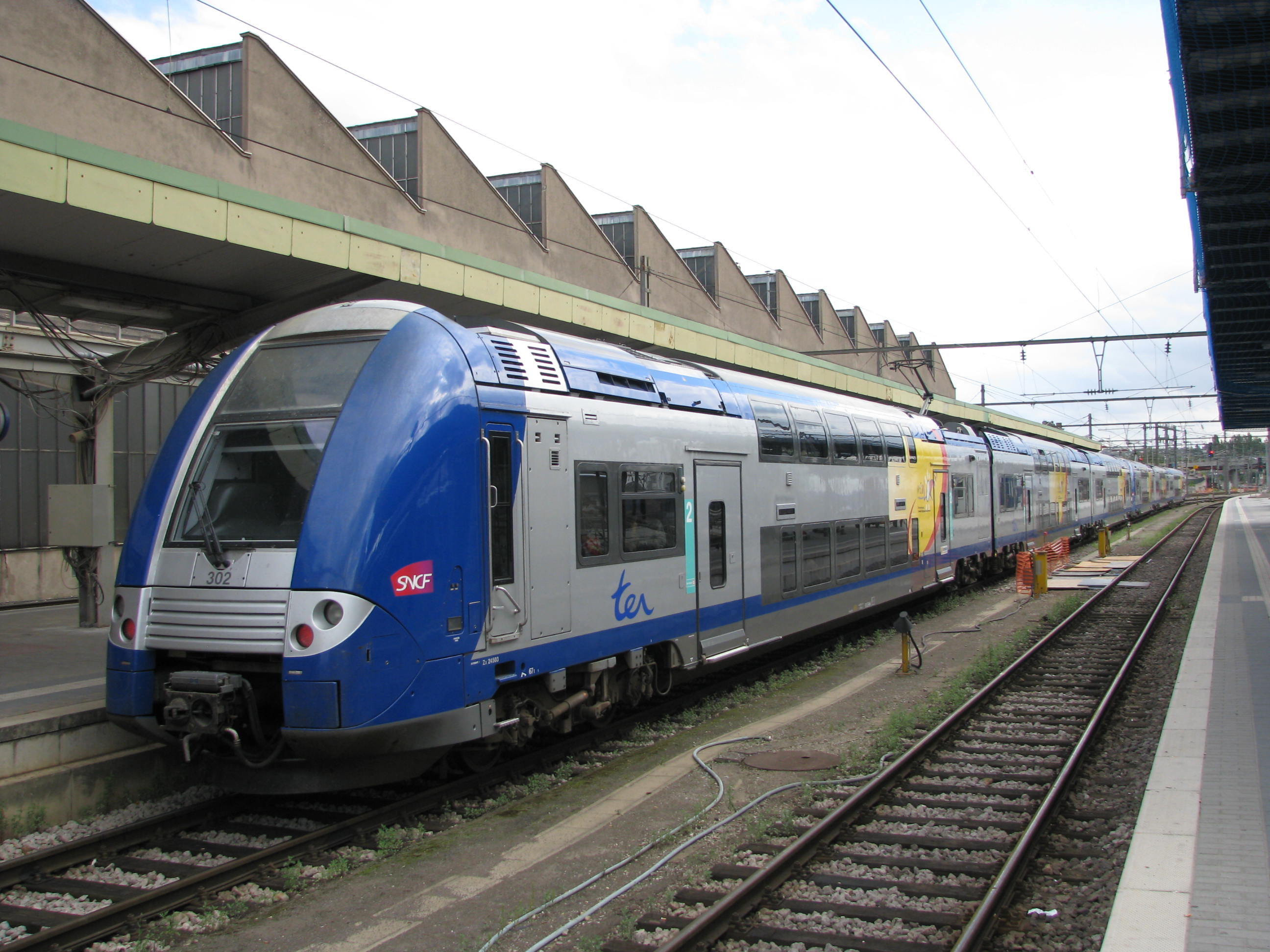
Egy SNCF Z 24500 sorozatú villamos motorvonat Luxembourgban.

### Motorvonatok
- SNCF Z 6300 sorozat
- SNCF Z 11500 sorozat
- SNCF Z 24500 sorozat
- SNCF X 4300 sorozat
- SNCF X 4750 sorozat
- SNCF X 4790 sorozat
- SNCF X 73900 sorozat
- SNCF X 76500 sorozat

### Mozdonyok
- SNCF BB 15000 sorozat
- SNCF BB 16500 sorozat
- SNCF BB 66400 sorozat
- SNCF Z 27500 sorozat